# Chlorociboria argentinensis
Chlorociboria argentinensis är en svampart som beskrevs av J.R. Dixon 1975. Chlorociboria argentinensis ingår i släktet grönskålar, ordningen disksvampar, klassen Leotiomycetes, divisionen sporsäcksvampar och riket svampar.   Inga underarter finns listade i Catalogue of Life.